# Les Hauts (Reunió)

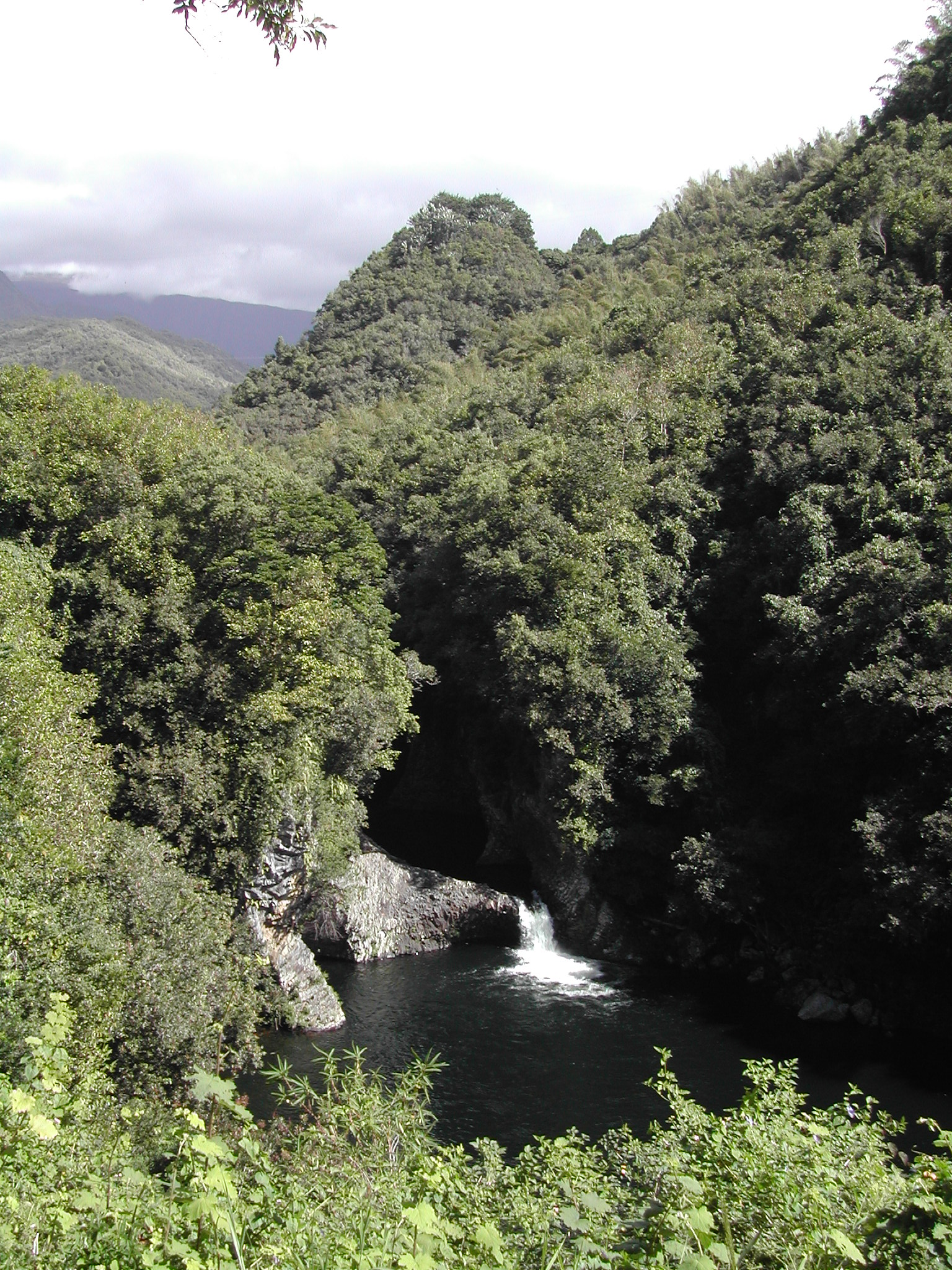
Una conca des Hauts de l’Est

Les Hauts designar les zones de la Illa de la Reunió que no són costaneres, és a dir, una extensa zona que cobreix la major part de l'illa i el relleu de la qual és escarpat.

## Història
Els primers habitants de Les Hauts van ser els esclaus fugitius: cimarrons. Posteriorment es van unir, durant les últimes dècades del segle XIX, els blancs sense terra anomenats " Petits Blancs des Hauts "O" Yabs " empesos per la reserva d'espais disponibles.

## Geografia
La població de Les Hauts continua sent una població rural més afectada per l'atur que la resta de l'illa, també molt afectada. Així mateix, fa uns anys es va constituir el Commissariat à l'Aménagement des Hauts per contribuir al desenvolupament sostenible d'aquest territori.
El territori sobre el qual és competent està delimitat per un perímetre urbanístic de Les Hauts redefinit per decret del 26 décembre 1994 . Tots els municipis de l'Illa de la Reunió estan inclosos, excepte Le Port. Els territoris municipals de Cilaos, La Plaine-des-Palmistes i Salazie estan totalment situats a Les Hauts. Aquest és també el cas de la de Sant-Philippe, que, no obstant, té un litoral important.

## Projecte de parc nacional
El Parc Nacional de la Reunió, creat el 5 de març de 2007 cobreix Les Hauts de l'illa.
La idea de crear un parc natural a la Reunió es va posar en marxa l'any 1992. L'any 1995, la Charte réunionnaise de l'environnement i el Schéma d'aménagement régional van fixar el principi per a la creació d'aquest parc natural en favor del desenvolupament sostenible de Les Hauts, combinant la protecció del patrimoni i el desenvolupament econòmic. El 6 novembre 2000, el ministre de l'Aménagement du territoire et de l'Environnement va anunciar l'elecció de la fórmula de parc nacional i va iniciar el procediment per a la seva creació.
El 7 de febrer de 2001, el prefecte, el president del Consell Regional Paul Vergès i el president del Consell general Jean-Luc Poudroux van signar el protocol per a la creació del parc nacional de Les Hauts de La Réunion. Realitzen estudis, i dediquen la missió a una intensa fase de consulta, reunions de debat, comunicació i negociació que culmina amb l'adopció el 12 de marrs del 2003 per part del comitè de direcció del “Projecte del parc nacional de Les Hauts", definint els principis per a la creació d'un "parc nacional de nova generació".

## Llibres
El personatge principal del llibre The Gold Digger de J. Sr. G. Le Clézio passa diverses vegades a Les Hauts de La Réunion perseguint un resident local.